# Klaus Kugel
Pour les articles homonymes, voir Kugel (homonymie).
Klaus Kugel (né en juillet 1959 en Allemagne) est un batteur de jazz contemporain.

## Biographie
Klaus Kugel a coopéré avec plusieurs personnalités du jazz telles Petras Vysniauskas, Michel Pilz, Tomasz Stańko, Karl Berger, Charlie Mariano, Theo Jörgensmann, Kent Carter,  Kenny Wheeler, Perry Robinson, Vyacheslav Ganelin, Bobo Stenson, Glen Moore, Steve Swell, Sabir Mateen, Robert Dick, Ken Filiano, Peter Evans, Bruce Eisenbeil, Albrecht Maurer, Arkady Shilkloper, John Lindberg, Sirone, Eric Vloeimans, Burton Greene, Hilliard Greene, Vijay Iyer, Charles Gayle, Herb Robertson, Louie Belogenis, Matthew Shipp,  Bobby Few, William Parker, Mark Tokar et beaucoup d'autres.
Klaus Kugel a joué des concerts en Europe, Le Balticum, Canada, États-Unis, Syria, Japan, Mexico, Russie, Ukraine, Israel et Chine.